# 297 Cecilija
297 Cecilija (mednarodno ime je 297 Caecilia) je asteroid v glavnem asteroidnem pasu. 

## Odkritje
Asteroid je odkril francoski astronom Auguste Charlois ( 1864 – 1910) 9. septembra 1890 v Nici.. 

## Lastnosti
Asteroid Cecilija obkroži Sonce v 5,62 letih. Njegova tirnica ima izsrednost 0,146, nagnjena pa je za 7,55° proti ekliptiki. Njegov premer je 39,48 km, okoli svoje osi se zavrti v 4,163 h.